# لوغان كوكي
لوغان كوكي (بالإنجليزية: Logan Cooke)‏ هو لاعب كرة قدم أمريكية أمريكي، ولد في 28 يوليو 1995 في كولومبيا في الولايات المتحدة.

## روابط خارجية
- لوغان كوك على موقع مرجع كرة القدم المحترفة.كوم (الإنجليزية)